# Bandera Municipal de Campo Viera
La actual bandera municipal de la localidad de Campo Viera, departamento de Oberá, Provincia de Misiones, surge de un concurso en el año 2005 mediante una ordenanza establecida por el concejo deliberante del municipio debido a la necesidad de pabellón que identifique a dicha localidad.

## Historia
El Concejo Deliberante de la localidad de Campo Viera, a raíz de la necesidad de un pabellón municipal pone en vigencia la ordenanza 11/05 el día 9 de junio de 2005, con la cual se establece un concurso para la creación y posterior selección de una bandera municipal que represente a dicha localidad.
El día 30 de junio de 2005 se realiza la selección de las propuestas para bandera municipal, integrada por el exintendente municipal de Campo Viera, Juan Carlos Rios; la presidenta del Consejo Deliberante, Yolanda Marina Silva; los concejales, Julio Ruben Lewtak; Emilio Erbino Wegner; también participan Alberto Gonzalez Dos Santos, Jorgue Oscar Kozicke; el tesorero de la comuna, Ramon Humberto Galarza; la secretaria del Consejo Deliberante Viviana Santa Rios; el contador Marcelino Goiri y el artista plástico Pedro Eduardo Maillard.
Pedro Maillard renuncia al puesto de jurado el 28 de junio para realizar por sí mismo la creación de la bandera municipal, recibiendo una aprobación unánime su propuesta de bandera municipal días después, y recibiendo un premio de $500 (quinientos pesos) por haber ganado el primer lugar en el concurso "Creación de la Bandera Municipal". 
El 15 de julio mediante la ordenanza 15/05 se hace oficial el uso de la bandera municipal de Campo Viera en dicha localidad.

## Significado
El significado de la bandera oficial creada por Maillard es el siguiente:

"Los Colores del Pabellón Argentino, el rojo, azul y blanco de la Bandera de Misiones - dispuestos en franjas oblicuas - simbolizan la identidad Nacional y Cultural del Municipio y los sentimientos de gratitud y amor a la Patria y Provincia de sus habitantes. En el centro, el Sol radiante fuente de luz, calor y vida, representa la plenitud y la potencialidad de un Pueblo que se proyecta hacia el futuro. - La silueta de un brote de te, aporta el verde de la esperanza y la fecundidad, simbolizado al producto madre origen del desarrollo y la prosperidad del Municipio que lo distingue e identifica ante el Mundo".
Descripción de Pedro Eduardo Maillard. Ordenanza  Municipal 11/05 - Ordenanza Municipal 15/05